# Geocrinia rosea
Espèce
Synonymes
- Crinia rosea Harrison, 1927

Statut de conservation UICN

 LC  : Préoccupation mineure
Geocrinia rosea est une espèce d'amphibiens de la famille des Microhylidae.

## Répartition
Cette espèce est endémique du Sud-Ouest de l'Australie-Occidentale. Elle se rencontre jusqu'à 300 m d'altitude,.

## Publication originale
- Harrison, 1927 : Notes on some Western Australian frogs, with descriptions of new species. Records of the Australian Museum, vol. 15, p. 277–287 (texte intégral).